# Ptychomitrium lepidomitrium
Ptychomitrium lepidomitrium là một loài rêu trong họ Ptychomitriaceae. Loài này được (Müll. Hal.) Schimp. mô tả khoa học đầu tiên năm 1872.